# Knappen
Der Knappen (norwegisch für Knopf) ist ein 220 m hoher Hügel an der Prinz-Harald-Küste des ostantarktischen Königin-Maud-Lands. Er ragt auf der Halbinsel Skarvsnes unmittelbar östlich der Bucht Osen am Ostufer der Lützow-Holm-Bucht auf.
Norwegische Kartographen, die ihn auch benannten, kartierten ihn anhand von Luftaufnahmen der Lars-Christensen-Expedition 1936/37.